# Iran na Mistrzostwach Świata w Lekkoatletyce 2017
Iran na Mistrzostwach Świata w Lekkoatletyce 2017 – reprezentacja Iranu podczas mistrzostw świata w Londynie liczyła 3 zawodników, którzy nie zdobyli medalu.

## Skład reprezentacji
Mężczyźni
| Zawodnik        | Konkurencja                        | Preeliminacje | Preeliminacje | Eliminacje | Eliminacje | Półfinał | Półfinał | Finał | Finał   |
| Zawodnik        | Konkurencja                        | Wynik         | Pozycja       | Wynik      | Pozycja    | Wynik    | Pozycja  | Wynik | Pozycja |
| --------------- | ---------------------------------- | ------------- | ------------- | ---------- | ---------- | -------- | -------- | ----- | ------- |
| Hassan Taftian  | bieg na 100 metrów                 | BYE           | BYE           | 10,34      | 34.        | NQ       | NQ       | NQ    | NQ      |
| Hossein Keyhani | bieg na 3000 metrów z przeszkodami | —             | —             | 8:33,76    | 24.        | —        | —        | NQ    | NQ      |

| Zawodnik     | Konkurencja  | Kwalifikacje | Kwalifikacje | Finał | Finał   |
| Zawodnik     | Konkurencja  | Wynik        | Pozycja      | Wynik | Pozycja |
| ------------ | ------------ | ------------ | ------------ | ----- | ------- |
| Ehsan Hadadi | rzut dyskiem | 63,03        | 15.          | NQ    | NQ      |